# Herba Sana
Koordinaten: 50° 28′ 2″ N, 6° 10′ 15,6″ O

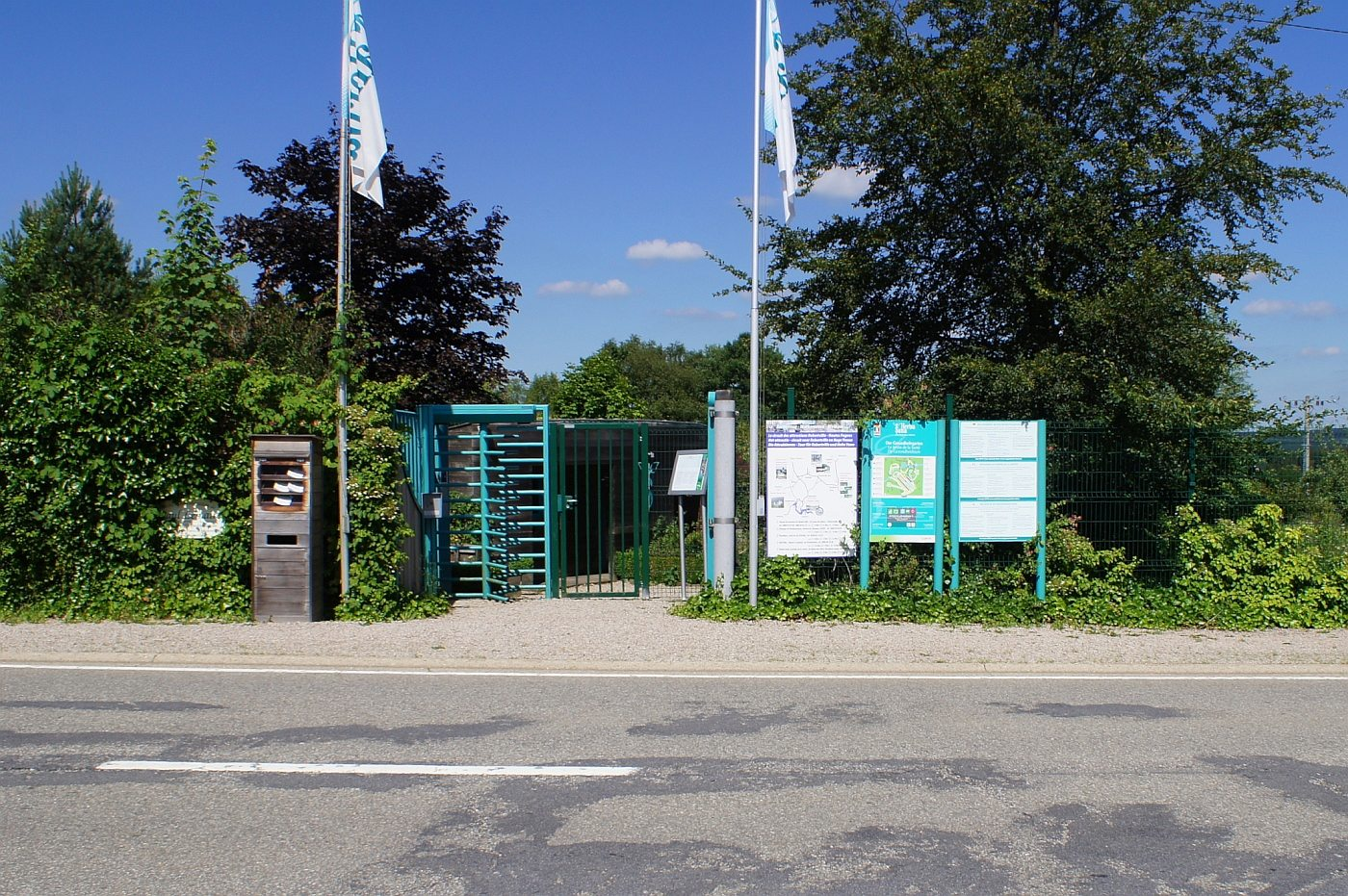
Botanischer Garten, Eingang

Herba Sana ist einer der größten öffentlich zugänglichen Heilpflanzengärten Europas. Der Garten wurde im Jahr 2002 durch die Firma Laboratoires Ortis, in der belgischen, deutschsprachigen Gemeinde Bütgenbach (Elsenborn) eröffnet.

## Beschreibung
Dieser didaktische Garten ist in neun Bereiche unterteilt, die die Anwendungsgebiete der dort gezeigten Pflanzen deutlich machen, wie beispielsweise Kreislauf, Verdauung oder Nervensystem. Großer Wert wurde darauf gelegt, dass die Anpflanzung auf 8000 m² didaktisch angelegt wurde. Die mehr als 200 Kräuter wurden themenmäßig und nach Verwendung gruppiert und mit Erklärungstafeln versehen. An den Pflanzen stehen Tafeln, worauf diese mit Namen, Giftigkeit und Nutzung vorgestellt werden. Weiterhin gibt es noch Bereiche, die die Sinne ansprechen, die den Besucher auch optisch oder über die Nase ansprechen, Geschmack oder das Fühlen aktivieren.
Bis Mitte Mai gibt es hier noch oft Spätfröste, der Garten liegt auf einem Hochplateau am Rande des Hohen Venns. Einjährige Pflanzen können so erst danach ins Freiland. Klimabedingt ist der Garten täglich von Anfang Juni bis Ende September geöffnet. Die Hauptblühzeit beginnt Mitte Juni und endet Ende Juli.
Der Garten ist zweigeteilt, im vorderen Teil ist eine Zusammenstellung von Heilpflanzen in Themengärten, der hintere Teil soll den Bewuchs des Venn zeigen.

## Weblinks

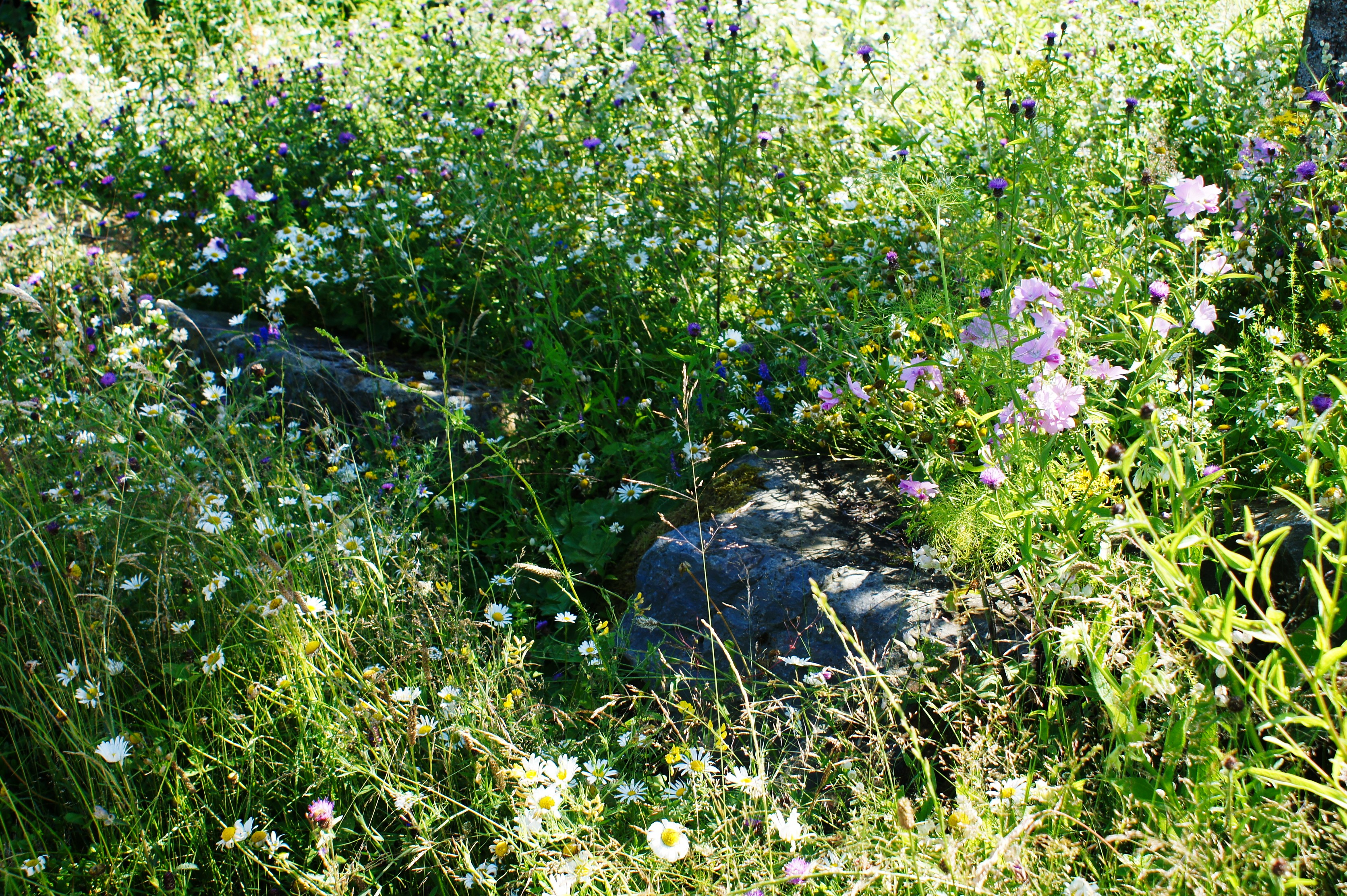
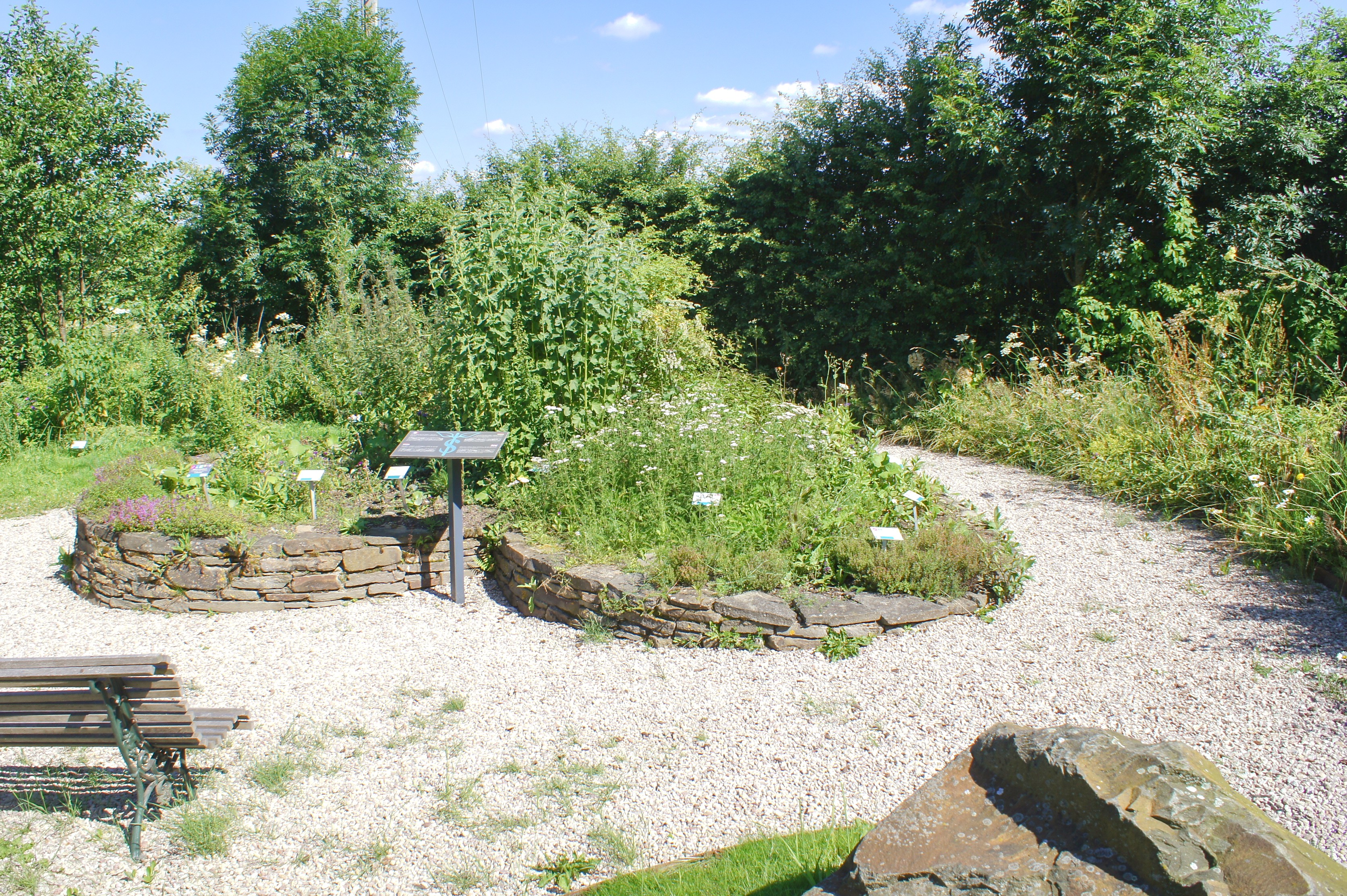
ein Themengarten
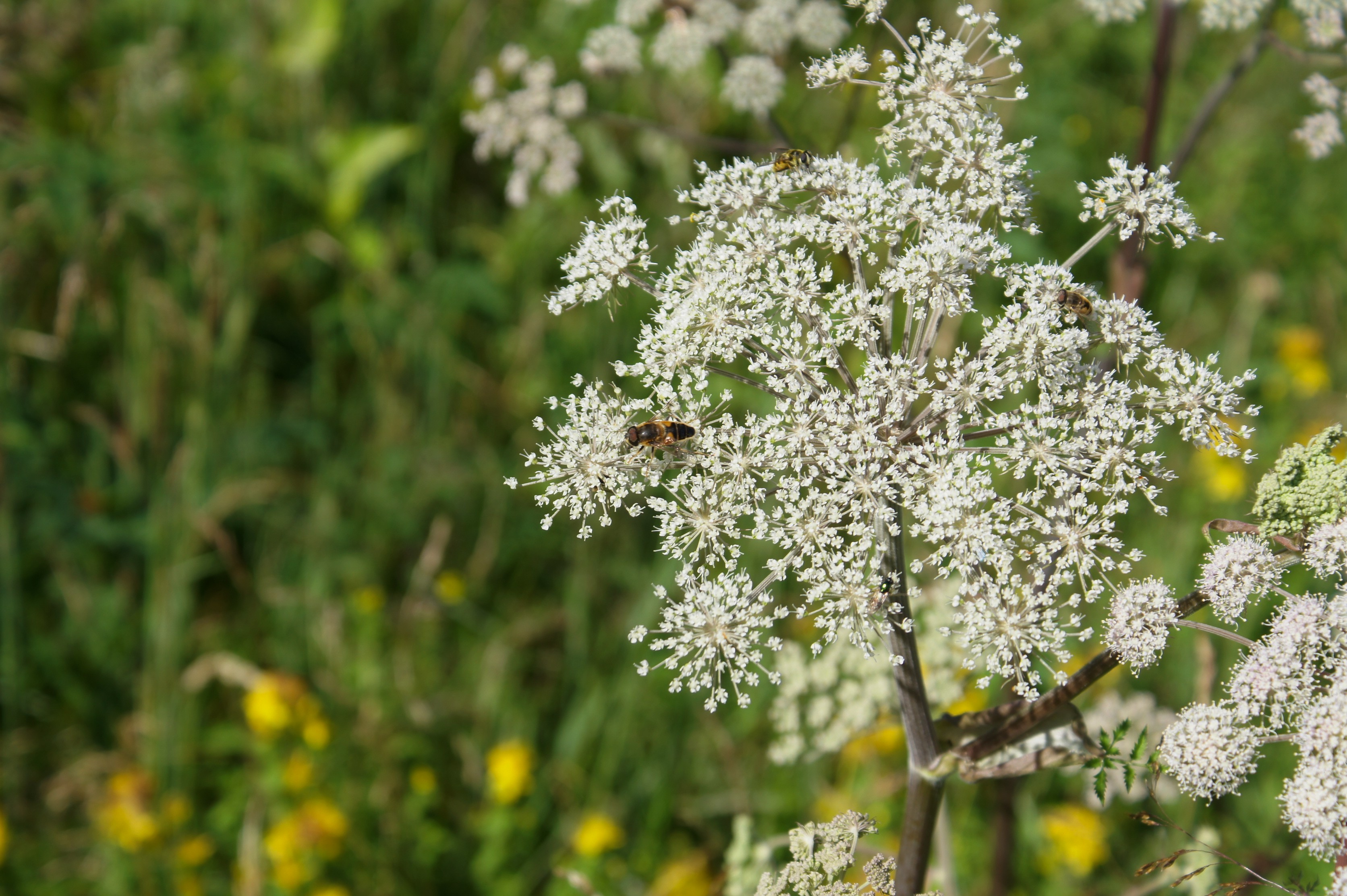
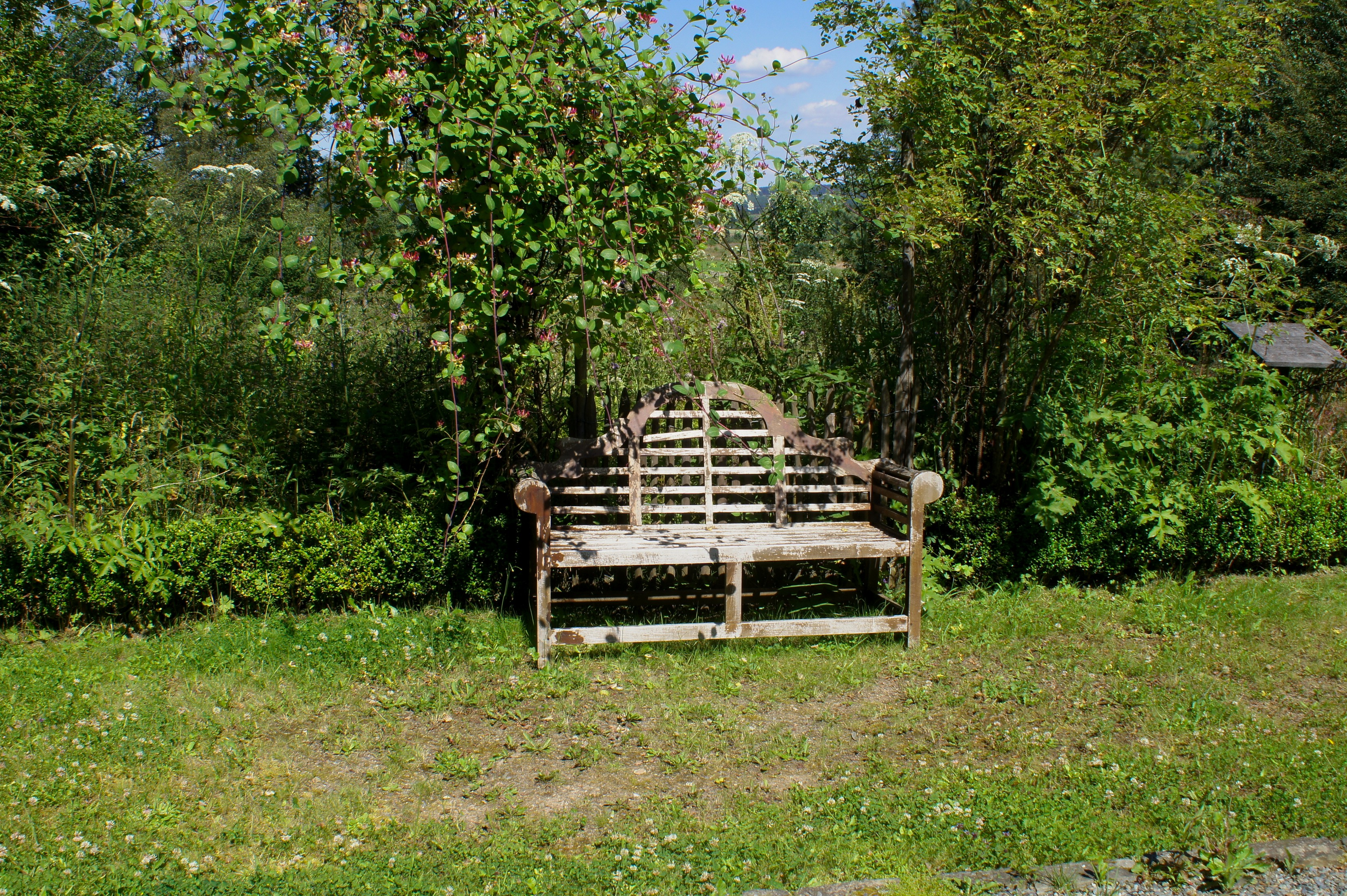
Bänke laden zum Verweilen ein.
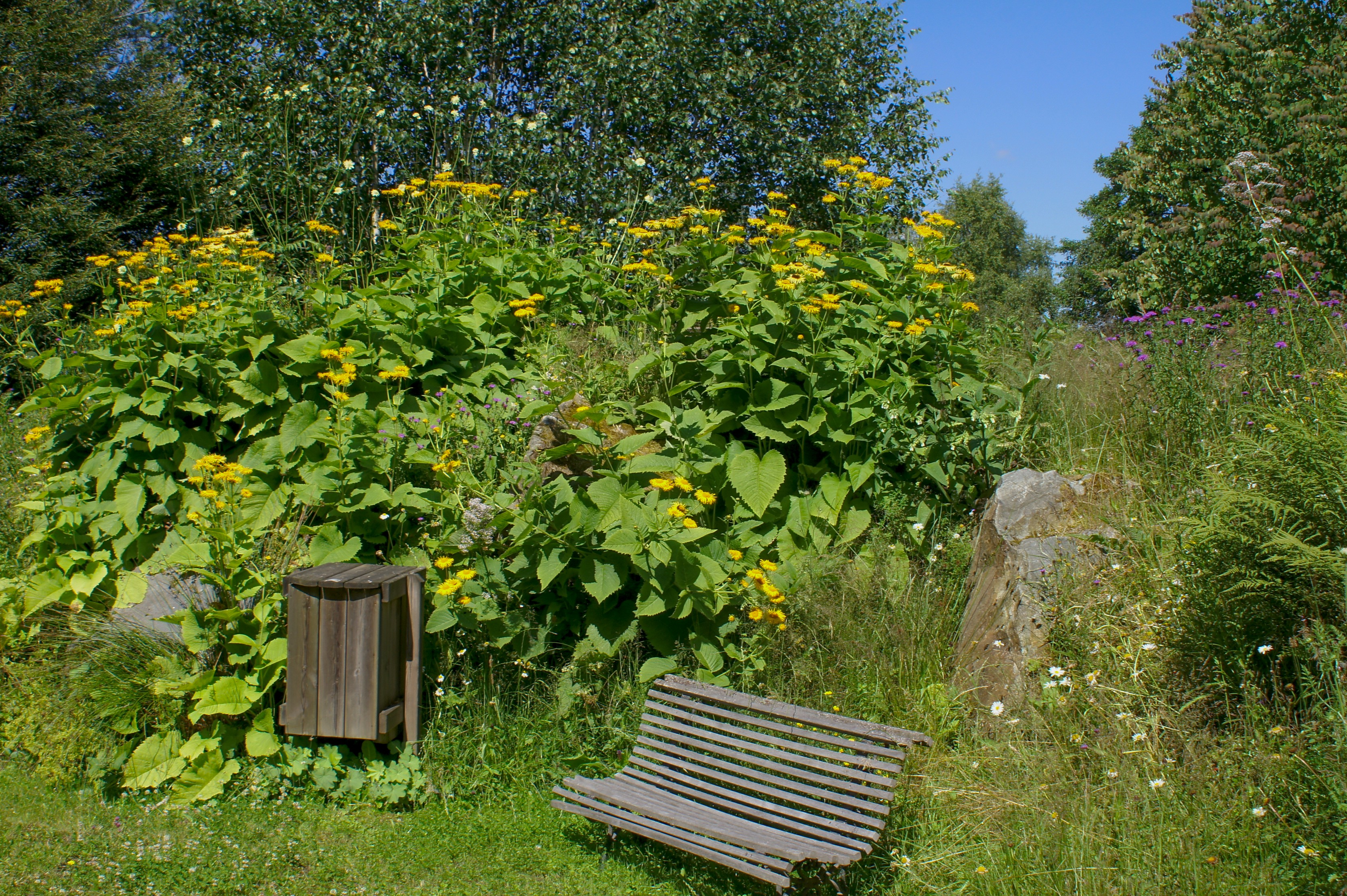
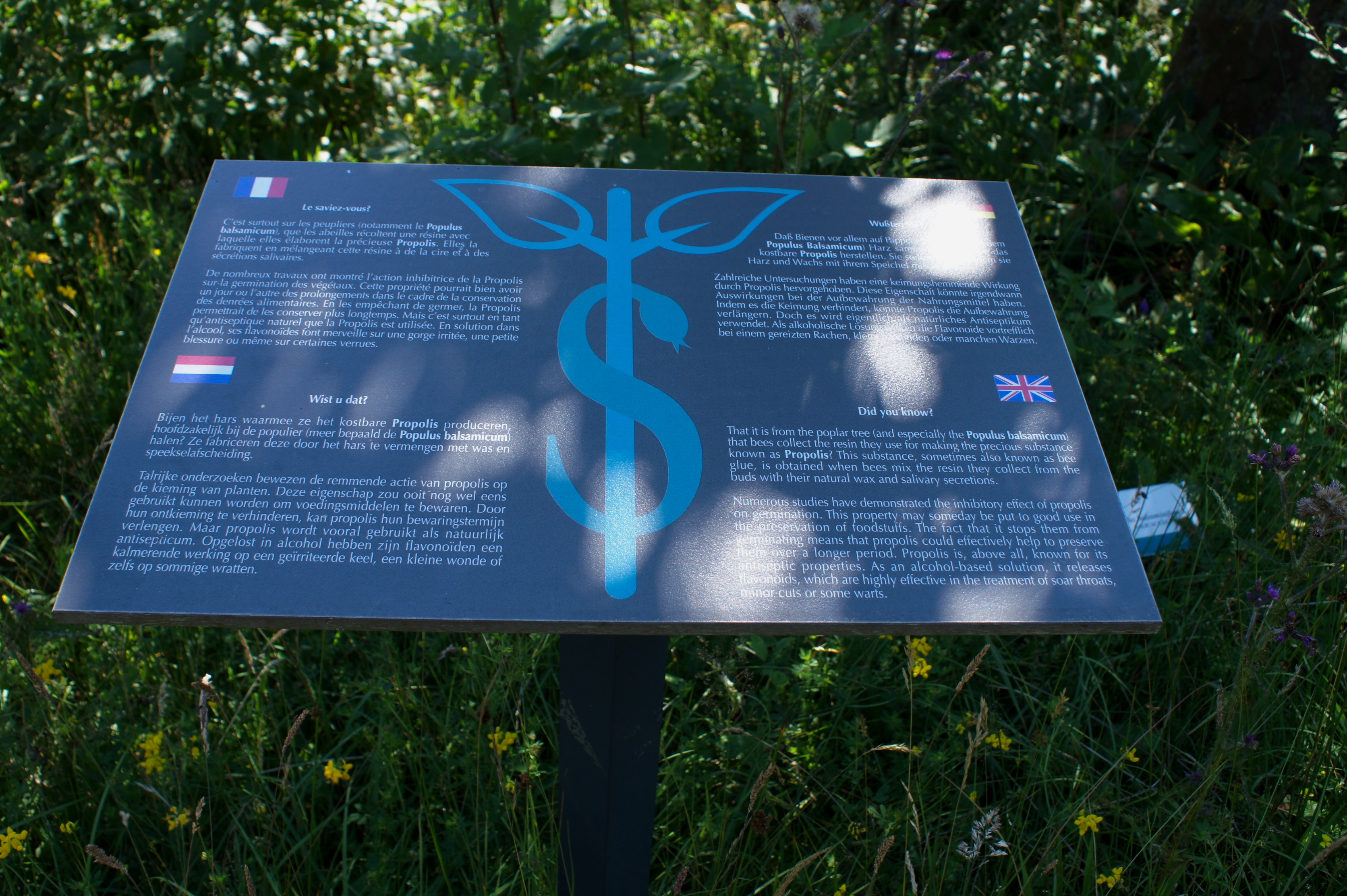
große Erklärungstafel
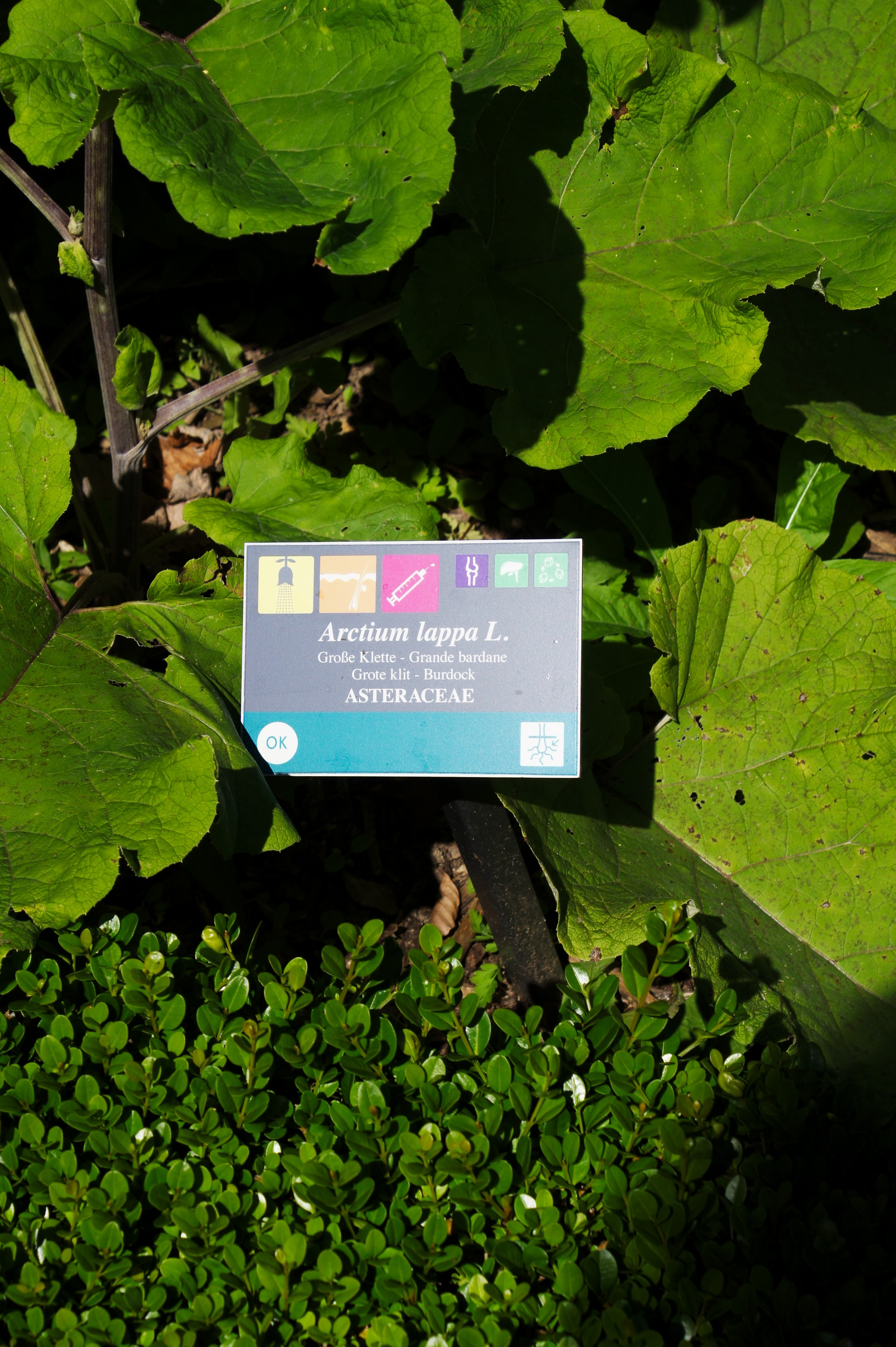
Pflanzennamen
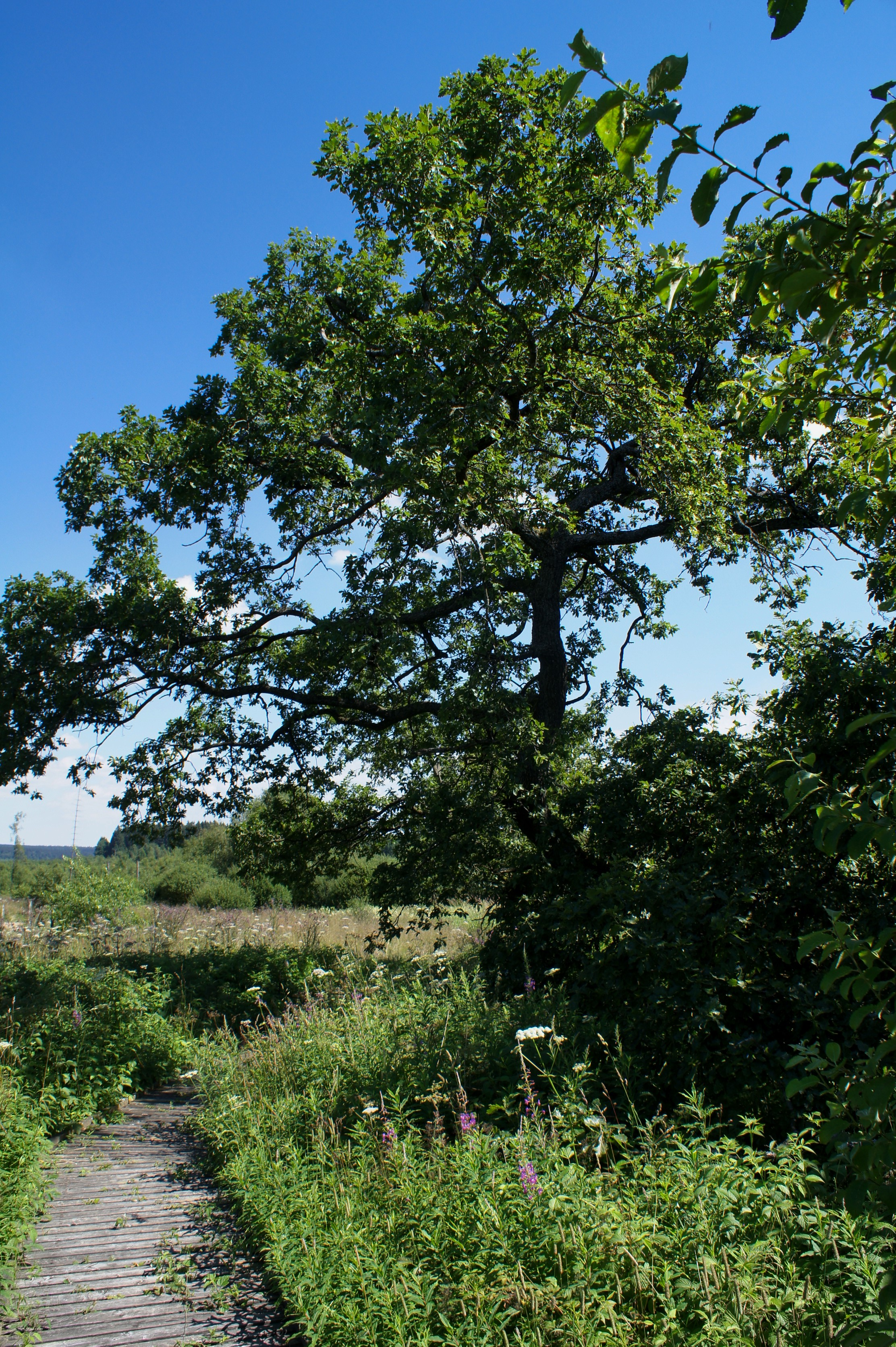
hinterer Teil, Venn
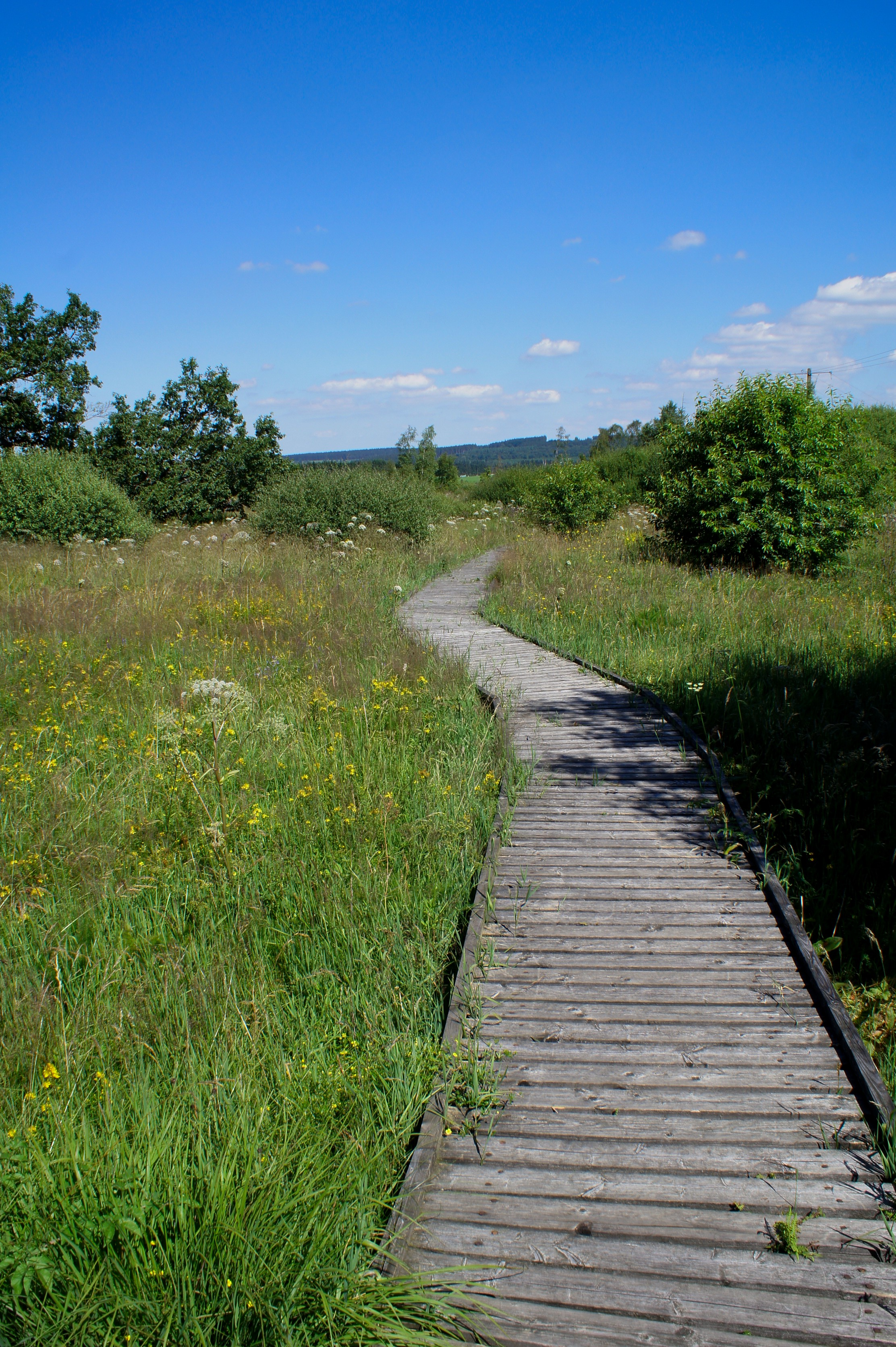